# Liz Claiborne

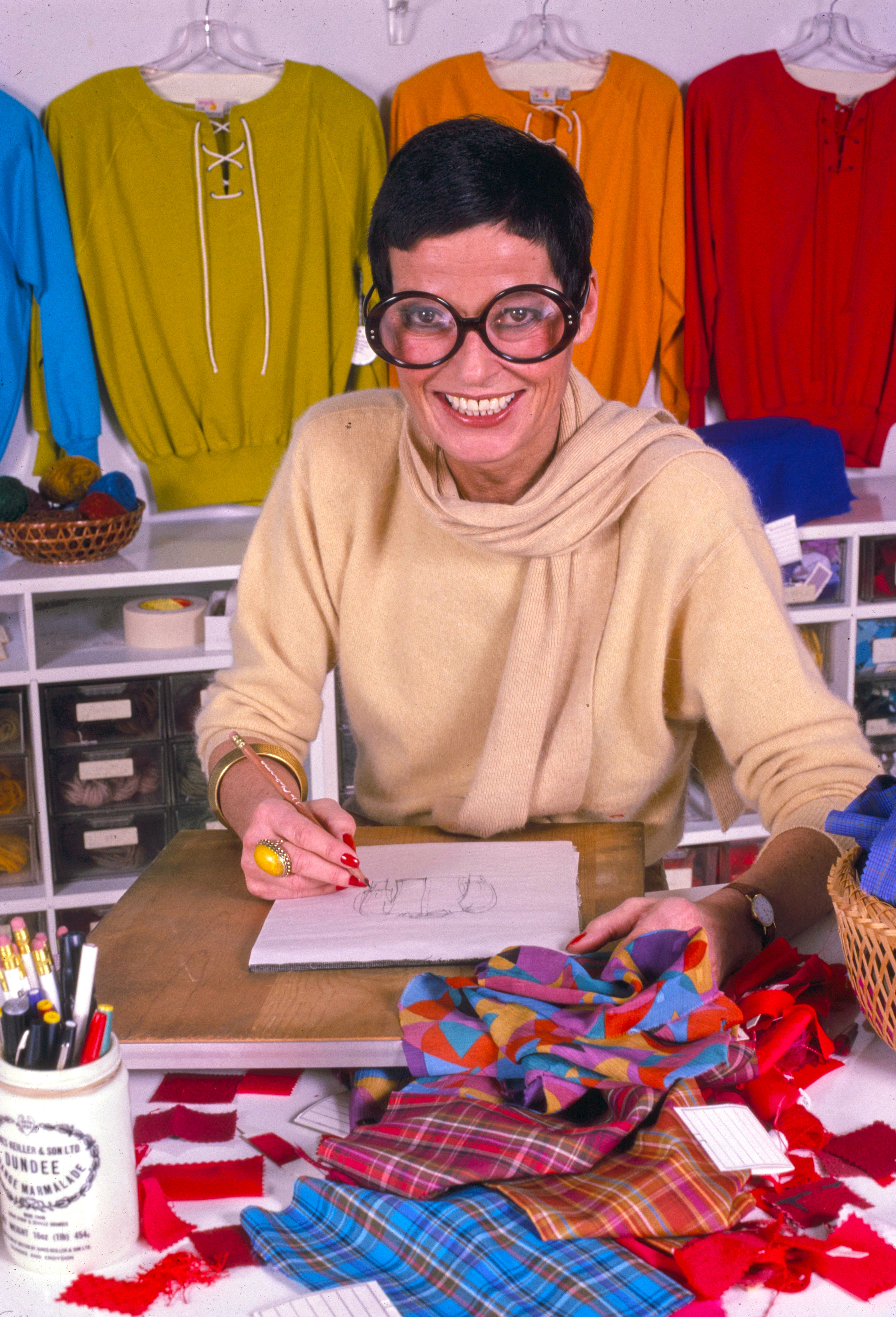
Liz Claiborne, 1982

Liz Claiborne (* 31. März 1929 in Brüssel; † 26. Juni 2007 in New York; vollständiger Name Anne Elisabeth Jane Claiborne) war eine US-amerikanische Modeschöpferin.

## Leben
Liz Claiborne stammte aus einer in Louisiana alteingesessenen Familie, jedoch lebten ihre amerikanischen Eltern zum Zeitpunkt ihrer Geburt in Belgien. 1939, als Liz zehn Jahre alt war, kehrten die Claibornes nach New Orleans zurück. Später besuchte sie ein Internat in Catonsville, Maryland. Noch bevor sie die High School beendete, ging sie nach Europa zurück, um ein Kunststudium aufzunehmen. Nach dem Studium zog Claiborne wieder in die Vereinigten Staaten, wo sie zunächst eine Anstellung im Sportkleidungshaus Tina Leser als Zeichnerin erhielt. Im New Yorker Fashion District arbeitete sie fast zwei Jahrzehnte für diverse Modelabels, bis sie 1976 gemeinsam mit ihrem Ehemann und Geschäftspartner Arthur Ortenberg (1926–2014) ihre eigene Firma in Manhattan gründete, die Liz Claiborne Inc.
Als Modeschöpferin gelang es ihr in den 1970er Jahren einen neuen Trend zu kreieren, indem sie speziell Mode für sogenannte Karrierefrauen entwarf, die mit den Anzügen ihrer männlichen Kollegen konkurrieren konnte. So avancierte ihr Trend bald zu einer erfolgreichen Geschäftsidee, die ihr Unternehmen an die Spitze der Damenmode-Branche in den USA brachte.
1990 gab sie die Leitung des von ihr gegründeten Unternehmens auf und zog sich ins Privatleben zurück. Ende Juni 2007 erlag sie in New York einem Krebsleiden.